# SI-enhet
SI-enheterna ingår i det Internationella måttenhetssystemet (SI), en standard för måttenheter att användas vid mätning av storheter. De sju grundenheterna är noggrant definierade utifrån sju naturkonstanter. En stor mängd härledda enheter bygger sedan på dessa. Tidigare fanns även en grupp som kallades tilläggsenheter, men de räknas numera till de härledda enheterna. Förkortningen "SI" kommer från franskans "Système International d'Unités".

## Grundenheter

Relationer mellan grundenheter och definierade konstanter i SI-systemet

Alla andra enheter baseras på följande grundenheter:
| Storhet         | Grundenhet | Symbol |
| --------------- | ---------- | ------ |
| Längd           | meter      | m      |
| Massa           | kilogram   | kg     |
| Tid             | sekund     | s      |
| Elektrisk ström | ampere     | A      |
| Temperatur      | kelvin     | K      |
| Substansmängd   | mol        | mol    |
| Ljusstyrka      | candela    | cd     |

De tre första är grundläggande i de flesta enhetssystem och också sådana som själva eller via härledningar (exempel hastighet, energi, tryck) används mycket i vardagligt liv. Tidigt fanns därför definitioner av dessa. Exempelvis är arkivmetern och arkivkilogrammet välkända. 
Med dessa tre basenheter kan energi och effekt härledas, och då räcker det att tillföra en elektrisk enhet, ampere, för att alla andra elektriska enheter ska kunna härledas. Detta sker via effektformeln, som säger att elektrisk effekt = spänning · ström.
Motsvarande gäller för ljusstyrka; övriga begrepp inom optiken kan härledas ur ovan nämnda enheter.
För mätning av temperatur har kelvinskalan fördelen att utgå från den absoluta nollpunkten. Tack vare att temperaturskillnader i kelvin respektive i grad Celsius är exakt lika stora, är det enkelt att för vardagligt bruk använda Celsiusskalan istället. I vetenskapliga beräkningar är dock kelvin ofta en betydligt mer praktisk enhet.
Begreppet mol används inom kemin, och är en praktisk enhet att använda. Den ligger utanför den övriga gruppen fysikaliska enheter och är den senast tillagda SI-enheten.

## Härledda enheter
| Storhet                       | Enhet        | Förkortning | Uttryckt i andra SI-enheter | Uttryckt i grundenheter |
| ----------------------------- | ------------ | ----------- | --------------------------- | ----------------------- |
| Vinkel                        | radian       | rad         |                             | m·m−1 = 1               |
| Rymdvinkel                    | steradian    | sr          |                             | m²·m−2 = 1              |
| Frekvens                      | hertz        | Hz          |                             | s−1                     |
| Kraft                         | newton       | N           |                             | m·kg·s−2                |
| Tryck, mekanisk spänning      | pascal       | Pa          | N/m²                        | m−1·kg·s−2              |
| Energi                        | joule        | J           | N·m                         | m²·kg·s−2               |
| Effekt                        | watt         | W           | J/s                         | m²·kg·s−3               |
| Laddning, elmängd             | coulomb      | C           |                             | A·s                     |
| Spänning                      | volt         | V           | W/A                         | m²·kg·s−3·A−1           |
| Kapacitans                    | farad        | F           | C/V                         | m−2·kg−1·s4·A2          |
| Resistans                     | ohm          | Ω           | V/A                         | m²·kg·s−3·A−2           |
| Konduktans                    | siemens      | S           | A/V                         | m−2·kg−1·s3·A2          |
| Magnetiskt flöde              | weber        | Wb          | V·s                         | m²·kg·s−2·A−1           |
| Magnetisk flödestäthet        | tesla        | T           | Wb/m²                       | kg·s−2·A−1              |
| Induktans                     | henry        | H           | Wb/A                        | m²·kg·s−2·A−2           |
| Celsiustemperatur             | grad Celsius | °C          |                             | K                       |
| Ljusflöde                     | lumen        | lm          |                             | cd·sr                   |
| Belysningsstyrka (illuminans) | lux          | lx          | lm/m²                       | cd·sr·m−2               |
| Radioaktiv intensitet         | becquerel    | Bq          |                             | s−1                     |
| Absorberad dos                | gray         | Gy          | J/kg                        | m2·s−2                  |
| Ekvivalent dos                | sievert      | Sv          | J/kg                        | m2·s−2                  |
| Katalytisk aktivitet          | katal        | kat         |                             | mol·s−1                 |